# Gino Vallesella
Gino Vallesella (Vicenza, 4 novembre 1887 – Vicenza, 9 aprile 1933) è stato un calciatore italiano, di ruolo terzino.

## Carriera
È stato il primo capitano del Vicenza nel periodo dei pionieri e dei primi campionati italiani della squadra berica.
Poteva giocare in molte zone del campo, ma fu soprattutto un terzino e, nonostante ciò, anche rigorista della squadra.
Fece le sue prime apparizioni in prima squadra a 15 anni, nel 1902, disputando varie edizioni del campionato veneto. Al momento dell'esordio del Vicenza nel campionato nazionale nel 1911 era ormai un affermato titolare, ed arrivò a giocare la finale nazionale per il titolo con la Pro Vercelli.
Fra il 1911 e il 1915 giocò 66 partite di campionato consecutive, e su 71 gare disputate dal Vicenza in cinque campionati mancò a un solo incontro. Il 16 maggio 1910, insieme al suo compagno di squadra nel Vicenza, Ghiselli, giocò nelle file del Bologna F.C. nell'amichevole ai Prati di Caprara contro l'Internazionale (1 a 0 per i milanesi), che aveva appena vinto il Campionato Italiano 1909-10.
In una partita del 1913 contro l'Andrea Doria riuscì ad evitare un rigore contro la sua squadra inginocchiandosi davanti all'arbitro che aveva fischiato il fallo lontano dal gioco, giurando solennemente che il rigore era inesistente.
Dopo la prima guerra mondiale in cui perse la vita il fratello Umberto, anche lui fra le file del Vicenza per un periodo, lasciò l'Italia nel 1919, dopo un'ultima partita con i biancorossi, per emigrare in America.
Rientrato in Italia dopo pochi anni, fu nominato presidente onorario del Vicenza.